# ブラック・ジャック (実写版)
当記事では手塚治虫の医療漫画『ブラック・ジャック』の、実写版について解説する。
2024年現在まで6作作られているため、当記事では作品発表年順に並べている。
原作漫画の基本情報、および原作漫画と実写版における同じ部分、舞台劇、ラジオドラマ、朗読劇、アニメなど実写版以外のメディア化は 「ブラック・ジャック」または「Category:ブラック・ジャック」を参照。

## 映画（1977年・宍戸錠版）
1977年11月26日公開。制作はホリプロ系のホリ企画制作、配給は東宝。正式な題は『瞳の中の訪問者』。併映作は花の高三トリオの卒業コンサートを記録したドキュメンタリー『昌子・淳子・百恵 涙の卒業式〜出発〜』。
原作漫画「春一番」の映像化だが、患者である千晶を主人公とし、BJは脇役（メインゲスト）である。手塚は原作の絵を意識し過ぎたBJ（白黒の髪、顔半分の青い皮膚）を見て「こんな人間がどこにいる!」と苦情を叫んだという。大林は手塚から「大林さん、ヒョウタンツギは僕の恥部でもありますよ。その恥部まで出されちゃあね」と怒られたと話している。『昌子・淳子・百恵 涙の卒業式〜出発〜』と同時上映だったが、二週間で上映打ち切りになった。すると『HOUSE ハウス』のヒットを妬んだ人たちが「ほらみろ、あれが大林の実力だ」などと言い出し、大林は「これで引き下がるわけにはいかなくなった」と述べている。
後述の本木版と同じくDVD化され、その際にレンタルも実施されている。

### ストーリー
小森千晶はインターハイを目指してテニスの特訓を続けていた。ある日、コーチの今岡の打ったボールが左目に当たった千晶を診察した医師は、回復は絶望だと今岡に言い渡す。
密かに千晶を愛していた今岡は責任を感じ、思案の末に人里離れたブラック・ジャックの家を訪ねる。自分の目を使って欲しいという今岡の言葉に、ブラック・ジャックは手術を引き受ける。手術は成功し、キャンパスに戻った千晶を、テニスでペアを組む京子が迎えた。千晶は再びテニスを始め、昔と変わらぬ生活を送れるように思えた。
ところがある日、周りの人には見えず千晶にだけ見える幻の男が現れる。心配した今岡はブラック・ジャックのもとへ行く。千晶に移植された角膜は、実は今岡がアイ・バンクから盗んだものだった。今岡の調査で、その角膜は湖で殺された若い女性のものであったことがわかる。
一方、千晶はいつしか幻の男に恋し始めていた。ある日、街角で千晶はその男を見つけ、あとを追う。男は幻ではなく実在していたのだ。殺人容疑で逮捕される今岡、実在する幻の男。千晶をめぐる謎は深まる一方であった。

### スタッフ
- 原作：手塚治虫
- 監督：大林宣彦
- 脚本：ジェームス三木
- 音楽：宮崎尚志

### キャスト
- ブラック・ジャック：宍戸錠
- 小森千晶：片平なぎさ
- 今岡宏：山本伸吾
- 南部京子：志穂美悦子
- 風間史郎：峰岸徹
- 楯雅彦：和田浩治
- 楯与理子：ハニー・レーヌ
- たわし刑事：山本麟一
- げた刑事：玉川伊佐男
- アイバンク主任：安西拓人
- 女子事務員：三東ルシア
- テニス部員・照子：久木田美弥
- テニス部員・明美：いけだひろこ
- テニス部員・洋子：三谷晃代
- テニス部員・千恵：大槻純子
- 警官：長沢大
- 石上博士：石上三登志
- 患者：大林千茱萸
- テニスの審判：大林宣彦
- テニスの相手：松原愛、宮古昌代
- 寮母：月丘夢路（特別出演）
- 小森英一郎：長門裕之（特別出演）
- 守衛：藤田敏八（友情出演）
- 楯その：檀ふみ（友情出演）
- ゴダイゴ（友情出演）
- 酔っ払い：千葉真一（友情出演）

### 製作
元日活のプロデューサーで、かつて大林とマンダムのCMなどを作っていたホリプロの笹井英男から大林は、1974年に山口百恵初主演作『伊豆の踊子』監督の打診を受けたが断っていた。大林はその後、1977年に『HOUSE』で映画監督デビューを果たすが、『HOUSE』を1本やったので、もう商業映画はやめようという気持ちを持っていた。ところが同じ1977年に再び笹井から、「うちから片平なぎさという子をデビューさせるので、この子で手塚ジチュウのブラック・チャック（笹井はよく知らなかった）、撮ってちょうだいよ」と頼まれた。大林は石上三登志とのCMの仕事でカーク・ダグラスを撮りにロスへ行く準備をしていて、『未知との遭遇』もアメリカで公開されるタイミングで現地で観たかったこともあり、笹井に「またにしようよ。俺がやらなきゃ、やめるでしょう？」と言ったら笹井が「大林さんがやめるなら他の誰かでやるよ」と言われてしまったため、「手塚治虫だろう？それは俺がやらなきゃいかん」と、結局カーク・ダグラスを先延ばしにして本作をやることになった。石上が俳優兼アドバイザーとして参加しているのはこのため。
宍戸錠の抜擢は日活の無国籍映画の雰囲気を出したかったことから。宍戸から「頬の詰め物を落としましょうか」と提案を受けたが、せっかく入れているものを外してもらうのは気の毒だと申し入れを断ったが、宍戸はその頃からシリコンを取ろうという気持ちを持っていて、それを分かっていたら、取ってもらえばよかったと大林は話している
楯与理子役のハニー・レーヌは当時は結婚して引退していたが、大林が「昔、君と『さびしんぼう』を撮る約束をしていたから出ておいでよ」と声をかけ、「これ一本だけです」と返事し、出演した。
石上三登志が演じた石上博士役は、手塚に演じて欲しかったが、手塚は当時連載を7誌か8誌抱える超ハードスケジュールで、叶わなかった。大林は手塚とフロリダに二週間行ったが、飛行機の中、車の中、ホテルの中とずっと漫画を描いていたという。
大林映画の常連となる峰岸徹は大林作品初出演。片平なぎさが峰岸にぞっこん惚れ込み、2年間峰岸を思い続けていたが、テレビドラマで再会したら、峰岸が鼻くそをほじくっていて、いっぺんに夢から醒めたという。
主演の片平と共演の志穂美悦子は、シャワーシーンの撮影に大林監督に「綺麗に撮りたいから脱いで欲しい」などと口説かれた。女優を脱がす名人といわれる大林に柔らかい物腰で口説かれ1日かけて悩み続け、遂に志穂美が折れ「なぎさちゃんが脱ぐんだったら私、脱ぎます」と言った。しかし片平が譲らず、妥協策としてブラジャーの紐をちょん切り完全ガードのソフトなシャワーシーンとなった。結局、志穂美も片平同様ソフトなシャワーシーンのみとなった。片平、志穂美ともその後も脱ぐことはなく、片平はその後仕事のオファーが減ったという。
大林と石上三登志は二人揃って手塚治虫のことを誰よりもよく知っているぞという自負があり、手塚原作の映画をやれることは嬉しかったが、『ブラック・ジャック』は映画にするには難しい素材だと感じた。それで「手塚治虫」論をやろうとして上手くいかなかった。大林は「完全な穴埋め興行で、何ら宣伝もせず、パンフレット一つない作品で、僕もプロデュース的に構わずで、作品を作るだけでは、映画は生きないと実感し、ヤバいなという勉強になりました」と述べている。

### 作品の評価
大林は「『瞳の中の訪問者』はあの石上三登志まで呆れた、映画じゃない映画です...ふつうの感覚で生きていらっしゃる方には、腹立たしい映画でしょうね、でも手塚さんは本当は内心、最も喜んだと思う。手塚さんは友達だから、眞君の仲人まで頼まれたんだから」などと述べている。
『シナリオ』1978年2月号で、山根貞男が山根成之の近作に期待するというコラムに「大林宣彦『瞳の中の訪問者』を見て、あまりのくだらなさに、うんざりした...大林作品を非映画と呼ぶ」と書き、大林の商業映画デビュー作『HOUSE』の酷評に続き、大林を根底から否定したため、同誌1978年5月号で大林が反論し「曖昧かついいかげんな態度で他人の作品を引用しようとする行為をルール違反として指摘する。大林宣彦に他の監督さんがつくる映画を期待しないで下さい。それが無いといってヒステリーを起こされたって、それはお門違いだ」と難詰。翌号には山根ではなく山田宏一が山根に加勢して大林を批判。大林は二人の映画評論家を相手に、以降、7月、8月、10月号と山根・山田と大林が論争を繰り広げた。途中、大林が当時高校生だった樋口尚文の手紙を反論の材料として紹介した。映画評論家から罵倒に近い発言もまだ許された時代で、以降、各方面から陰日向にわたる圧力により、否定的なことはほとんど書けなくなった。映画評論家がまだ映画を、監督や映画会社におもねることなく批判できる環境がこの時代にはまだあった。この論争は今なお映画批評について語られる際の論点の多くが含まれ、古びることのない刺激的な論争として知られる。
手塚眞は「40年ぶりに拝見しましたけど、楽しめました。大林さんは失敗作とおっしゃってますけど、失敗作には見えなかったですね。いかに映画の中の虚構を楽しめるかに満ちた作品で、まさに大林さんらしい大林映画ですね。大林映画としてもっとやりたかったことがあるんじゃないかと思います。すごく意外だったのは、手塚治虫映画になっていたことです。手塚臭と大林臭の両方あり、そのへんが普通の映画と比較した時に、若干臭みが強いなと思います（笑）」などと評している。

## 連続ドラマ（1981年・加山雄三版）
初のテレビドラマ化作品。正式題は『加山雄三のブラック・ジャック』。制作は松竹株式会社。内容は原作から大幅にアレンジされ、BJも普段は平服姿で顔の傷も消されている画廊を経営する実業家・坂東次郎を名乗り、必要なときのみマントを羽織った無免許医師の正体を明かすという設定となっている。また、ピノコ以外に助手たちを何人も持つなどアレンジされているが、物語そのものは原作のエピソードが比較的忠実に映像化されている。
「奇妙な関係」では、毎回BJの正体を暴こうと登場する倉持警部との関係を原作の1エピソードに織り込む形で決着づけ、事実上の最終回としてまとめあげた。
宍戸版も加山版も脚本のジェームス三木が企画を持ち込んで映像化を実現した。
第3話では、横浜放送映画専門学院（現・日本映画学校）に在籍していた三池崇史が助監督として業界入りしている。
放送開始日には、同じ加山が主演した『キャンパス・アクション 探偵同盟』もフジテレビで20:00にスタートした。同日の朝日新聞朝刊（東京本社版）の広告には、当番組が「10時、10チャンネルを回せ」、『探偵同盟』が「8時、8チャンネルを回せ」と当時の放送時刻と関東地方のアナログ時代のチャンネルを掛け合わせたキャッチコピーが話題を呼んだ。
『探偵同盟』は全26話中12話までしか放送出来なったが本作品は全13話予定通り放送することが出来た。
放映後28年にわたりソフト化はされていなかったが、2009年12月4日に初のパッケージソフトとして後述の事情で第8話を除いたDVD-BOXが発売された。
血友病を取り上げた内容の第8話「血がとまらない」（1981年3月5日放送）は、放送直後の同年3月18日に大阪・京都・兵庫の3つの血友病患者団体から「血友病の表現などに事実と反する部分があり、一般の人に偏見を抱かせ、患者が進学・就職において無用な差別を受ける恐れがある」との抗議を受けて欠番となったため、再放送やDVD-BOXへの収録は見送られている。
2021年現在、衛星波の再放送、動画配信サイトの配信は今のところ予定はない。

### スタッフ（加山雄三版）
- 原作：手塚治虫
- 脚本：ジェームス三木、山下六合雄
- 音楽：菅野光亮、ヒカシュー
- 衣装デザイン：コシノジュンコ
- 監督：番匠義彰、渡邊祐介、山根成之
- プロデューサー：石橋紘（テレビ朝日）、佐々木孟（松竹）、恩田光（加山プロモーション）
- 制作：テレビ朝日、松竹、加山プロモーション
- 主題歌：ヒカシュー「ガラスのダンス」

### キャスト（加山雄三版）
- 画廊の社長・坂東次郎 (BJ) ：加山雄三
- 画廊の秘書・ケイコ：秋吉久美子
- 倉持警部：藤岡琢也
- BJの執事・遠藤嘉一郎：松村達雄
- BJの助手・ケン：大鹿伸一
- ピノコ：今井里恵
- オープニングナレーション：田中邦衛

### 原作及びアニメ版との相違点（加山雄三版）
- 加山自身の冠タイトルが付けられている。
- BJが普段実業家・坂東次郎という姿で仕事をし、必要なときだけマントを羽織って変身する。
- ケイコ他原作やアニメ版に登場しないキャラクターが登場しており、ピノコ以外の多くの助手が登場している。
- BJのライバルであるドクターキリコを含め、原作で登場する一部のキャラクターが登場しない。

### 各エピソードとゲスト（加山雄三版）
| 話数   | タイトル                       | 脚本                      | 監督     | 放送日  | ゲスト出演者                                         |
| ------ | ------------------------------ | ------------------------- | -------- | ------- | ---------------------------------------------------- |
| 第1話  | かりそめの愛を                 | ジェームス三木            | 番匠義彰 | 1月8日  | 池上季実子、弓恵子、宅麻伸                           |
| 第2話  | 春一番                         | ジェームス三木            | 渡邊祐介 | 1月15日 | 中条きよし、五十嵐めぐみ、田中真理、星正人           |
| 第3話  | ふたつの愛                     | ジェームス三木            | 番匠義彰 | 1月22日 | 村野武範、吉沢京子、高岡健二                         |
| 第4話  | えらばれたマスク               | ジェームス三木            | 渡邊祐介 | 1月29日 | 山内明、日色ともゑ、坂上忍                           |
| 第5話  | 魔王大尉                       | ジェームス三木            | 番匠義彰 | 2月5日  | ジェリー伊藤、大月ウルフ、森田理恵                   |
| 第6話  | 復讐こそわが命                 | ジェームス三木            | 番匠義彰 | 2月12日 | 音無美紀子                                           |
| 第7話  | B・J（ブラックジャック）入院す | ジェームス三木 山下六合雄 | 山根成之 | 2月26日 | 橋本功、結城しのぶ                                   |
| 第8話  | 血がとまらない                 | ジェームス三木            | 山根成之 | 3月5日  | 真行寺君枝、稲葉義男、川合伸旺、今井健二、北川めぐみ |
| 第9話  | 助けあい                       | ジェームス三木            | 番匠義彰 | 3月12日 | 前田吟                                               |
| 第10話 | 灰色の館                       | ジェームス三木            | 山根成之 | 3月19日 | 入川保則、ジャネット八田                             |
| 第11話 | 鬼子母神の息子                 | ジェームス三木            | 番匠義彰 | 3月26日 | 松尾嘉代、徳石光浩、佐藤B作                          |
| 第12話 | 奇妙な関係                     | ジェームス三木            | 山根成之 | 4月2日  | 根岸季衣、岩谷隆広                                   |
| 第13話 | 終電車                         | ジェームス三木            | 番匠義彰 | 4月9日  | 江波杏子、中野誠也、北村総一朗                       |

## ビデオ（1996年・隆大介版）
BJがパソコンを使うなど現代風にアレンジされている部分はあるが、内容は極めて原作に忠実。ピノコの組み立てシーンを含め内臓がリアルに描写されている。映像倫一般指定。DVD化はされておらず、専門チャンネルでの放送およびネット配信はされていない。BJ宅が海沿いにある設定は実写では本作品が最後である。

### スタッフ（隆大介版）
当初より三部作として企画されたため、監督、脚本他スタッフは同じである。
- 製作：バンダイビジュアル
- 制作プロダクション：小椋事務所
- 監督：小中和哉
- 脚本：橋本以蔵
- 音楽：笠谷文人
- 医学監修：清水陽一（新東京病院）
- 撮影：志賀葉一
- デジタルSFX：古賀信明（SpFX STUDIO Inc.）
- 特殊メイク：松井祐一
- ミニチュア：オガワモデリング
- 音響効果：スワラ・プロ
- プロデュース：久保聡、小椋悟
- 企画協力：手塚プロダクション

### キャスト（隆大介版）
- ブラック・ジャック：隆大介
- ピノコ：田島穂奈美
- 本間丈太郎：藤岡弘、
- ドクター・キリコ：草刈正雄

### サブタイトルとゲスト（隆大介版）
リリースは1本目が1996年4月25日で、以降1か月ごとに順次リリースされた。いずれも2時間作品で制作されている。1作目はピノコが登場せず辰巳医師が代役を担い、2作目は執刀を受けるピノコの上半身裸が描写され、3作目はタイで海外ロケが実施された。
1. 『ブラック・ジャック』 出演：香川照之、西田健、南原宏治、山口リエ、梅津栄、東銀之介、斉木しげる、伊丹幸雄、大杉漣、蜷川みほ
2. 『ブラック・ジャック2 ピノコ愛してる』 出演：藤木悠、土門廣、鈴木清順、手塚眞、馬渕晴子、角松かのり
3. 『ブラック・ジャック3 ふたりの黒い医者』 出演：草刈正雄、小牧かやの

### 原作との違い
- 留置所に入れられたB.Jに面会するのが、辰巳医師に変更。
- 骨肉腫患者のピアニストの性別が、女性に変更。
- ピノコが実姉に忌み嫌われた理由が「お姉ちゃん」と言ってしまったため。
- ピノコが養子に出された老夫婦を嫌い、B.J宅に戻った後に、B.Jが交通事故に巻き込まれた少年の執刀を行った。その少年が内臓逆位の患者で、内臓逆位の手術を克服するきっかけがステンレスのトレイとなっている。
- サミット博士はB.Jの執刀を受けるも、手遅れとなり、最終的に家族がドクターキリコによる安楽死を行わせた。
- 清水先生がタイの診療医で、夫を亡くしており、現地の少女を救おうとして交通事故に遭う。
- B.Jが寄生虫症に侵されたきっかけが、サミット博士の手術中に起きた不手際が原因。寄生虫を手術で見つける方法が太陽の光。
- 長年、昏睡状態で眠り続けていた少年がタイ人に変更。昏睡状態でも医者の名前を覚えていた。

## 単発ドラマ（2000年・本木雅弘版）
第1作は完全なオリジナルストーリー。2作目以降は路線を変更し、ある程度原作の内容を盛り込むようになった。DVD化されており、DVDレンタルもされている。

### スタッフ
- 演出：堤幸彦
- 脚本：清水東
- 音楽：辻陽
- 芸能プロダクション：劇団ひまわり、R&Aプロモーション
- 制作：山崎恆成
- プロデューサー：植田博樹（全話）、伊佐野英樹（カルテI）、三城真一（カルテII）
- 企画：伊佐野英樹
- 協力：手塚プロダクション
- 制作協力：オフィスクレッシェンド
- 製作：TBS

### キャスト
ブラック・ジャック：本木雅弘
基本的設定は変わらず。ただし原作とは異なり、顔に傷はあるが皮膚の色は左右とも同じで、自宅も海辺ではない場所にある。また、原作と比べるとピノコにノリツッコミを交わしたり、生卵をゆで卵にしようと電子レンジを使用したり、IIIエンディングでは食材の詰め込みすぎでミキサーを壊してしまうなどメカニックに弱かったり、メスで刺身をさばくなど多少コミカルな部分が強くなっている。
ピノコ：中山詩央里、中山紗央里
本作では双子となっている。本名は不明で二人とも「ピノコ」と名乗り、喋るときは同時に話す。先生の奥さんであると二人で自称している。そのまま子供になったような性格の原作に比べると、沈着冷静であるが子供の権を利用しBJにわがままを言う時は街中で「誘拐されるー」と大声で叫ぶこともある。ノートパソコンを持っている。了解したときは「アイアイサー」と言う。BJの手術をサポートするが、1作目の患者の砕けた骨を取り出す際には震えていた。二人の意見が合わないと互いに「ブス!」と罵倒する。なお、BJが「俺が作った」と発言しているが、詳細は不明。

### 各エピソードとゲスト
2時間スペシャルドラマとして製作された。

#### カルテI
臓器農場行き幽霊バス（オリジナルストーリー）
裏取引でもめて重傷を負った松崎は、恋人に連れられて奇跡が起きると噂される教会へ。そこには奇妙な双子の姉妹ピノコがいた。ピノコの手引きで、天才外科医BJに法外な治療費と引き換えに、命を救ってもらった松崎。だが松崎は警察に捕らえられてしまう。一方、松崎らの組織を追う女性刑事の礼子は、単独で捜査を敢行、謎に近づこうとしていた。そんな時、松崎がバラバラ死体で発見される。
佐山玲子（永作博美）
刑事で努の母親。夫も刑事だったが殉職している。臓器密売事件を追い、手術を受けるために麻酔で動けない諸岡を追い詰めるも諸岡の配下によってBJの目の前で銃で撃たれ、BJに「私の心臓を努に移植して」と言い残して死んでしまう、その後葬儀されたと思われる。
佐山努（三觜要介）
礼子の息子。心臓移植をしないと治らない心筋症を患っている。そのため死ぬことばかりを考えているが、死んだ礼子の心臓を移植して助かったおかげで生きることを決心する。子供の割に自動車の修理が得意。
白木秀一（白竜）
諸岡の手先となって臓器売買のドナーとなる人間を集める。また秘密を知った人間を闇に葬ることで彼らの臓器を横流しし、利益を得ている。松崎五郎や井上真智子はその犠牲者。諸岡に臓器横流しを知られて粛清される。
嬉々として殺人を犯しておきながら死に際に諸岡の悪行をなじり、悪辣な言葉を吐くなど異常なまでに自分勝手な性格なのが分かる。その魂は諸岡に移植された心臓に憑依していた。
松崎五郎（吹越満）
組織の運び屋。白木と共謀し、報酬を貰おうとした仲間を銃で殺すが直後に自分自身も白木に撃たれてしまう。近くの闇医者からも見放されるも恋人の啓子がBJに彼の手術を依頼したお陰で救われる。
その後病院にて体調は万全だったが、意識が戻らないまま組織によって誘拐される形で殺され、バラバラ死体で発見されてしまう。
戸山啓子（柴咲コウ）
松崎の恋人。BJに松崎の手術を依頼するが、松崎が持っていた鞄の中身がBJの治療額の同額となる三億円入りではなく、半分の一億五千万円だったと知り、自分の身体を売ってでも稼ぐとBJに約束した。
術式終了後は松崎の隣で眠っていた所を警察に発見されたが、松崎が組織に殺された後はどうなったのかは不明。
井上真智子（赤坂七恵）
努の担当の看護婦。インターネットで噂になっている幽霊バスを探していると努に言われ、噂の真偽を確かめるため幽霊バスのページを開き、午前0時に幽霊バスが出るという書き込みを発見。その時間通りにその場に行って幽霊バスを目撃、後を着けるも噂の裏で暗躍する臓器売買組織の人間を見てしまったため、白木に命を狙われ逃げる途中、鉄骨の先端に思い切りぶつかり、胸を強打し、肋骨を折る重傷を負う。
命からがら、居酒屋に逃げ込み居合わせたBJの手術で一命を取り留めたのも束の間、白木によってBJ宅から誘拐後に殺害され、バラバラ死体になり臓器を売りさばかれてしまう。
BJが治療をしたのに殺されてしまう二人目の犠牲者になった。
諸岡修三（岸部一徳）
表向きは大病院の院長だが、裏では臓器売買組織の主犯。
BJが彼に闇の仕事の手伝いを頼み、了承を受け、指定された少年の心臓を自分の心臓器官移植するようBJに依頼する。
礼子の必死の捜査により裏の顔が世間に露見するも、顧客である大物政治家たちの力を借りて法の裁きを免れる。しかしBJは諸岡が指定された心臓では適合せず、代わりに諸岡本人が殺した白木の心臓を移植した。結果、心臓に憑依していた白木の魂が引き起こした心不全で死んでしまう。ちなみに本作でBJが稼いだ金は合計六億五千万円也。
猪俣課長（升毅）
礼子の上司。BJを逮捕し損ねる。船の銃撃戦にもかかわらず、防具も無しでほぼ生身でぶつかっていった命知らず。
部下（甲本雅裕）
少しとぼけていて、あらゆる課長や医者などにボケをかます刑事。佐山が単独捜査に見かねた際に「欲求不満ですかね･･･？課長にチャーンス♪」と発言した。諸岡病院の捜査のため、入院患者に扮した。船ではBJが放ったメスから当たって吹き出したガス漏れに苦しそうにしている課長と東北なまり部下に気づかず普通に近づいた後苦しみだして倒れた。
東北訛りな部下（前原一輝）
その名のとおり、東北訛りの部下。BJが放ったメスをマトリックスのごとく背中をのけぞり、「あーらら、はんずれだ」と笑いながらかわしたが、刺さった管からガスが漏れ苦しんだ。
居酒屋ひょうたんつぎのおばちゃん（山口美也子）
BJの暗躍を知る港で店をかまえているおばちゃん。なんらかの裏のつながりがある。

#### カルテII
天才女医のウェディングドレス（原作：「タイムアウト」「ブラッククイーン」「BJ入院す」）
交通事故の現場に遭遇したBJは、鉄骨の下敷きになっている子どもを助けるためその場で手術をする。しかし手術中に鉄骨が再び崩れ落ち、大事な右腕に大けがを負ってしまう。天才美人女医と名高い高野綾子の勤務する病院に搬送されるが、怪我がひどく手の神経を一度切断しなければならなかった。
高野綾子（松雪泰子 少女時代：井端珠里）
天才女医。乙女座。美人でありながら性格はガサツだが、医者としての誇りはあり、患者を絶対に見捨てないようにする。BJとタカシを手術で助けた。資産家との結婚が決まっている。実は源三の娘。源三が彼女と母を捨てたことで母が死んだ事を憎み、源三を許さなかった。源三の手術をBJに依頼され「医者の義務としてオペする」と引き受けたものの途中で拒もうとするが、BJに源三の隠された真実を聞かされる。それは彼女が中学3年のとき腎臓の移植手術でBJが執刀し、その時に移植した腎臓は源三のものだということだった（その理由は源三が彼女のためにBJに頼んだから）。そのことを知って以降、源三を憎むのをやめる。タカシを助けたとき、原作ではBJが怪我をしていないが、ドラマではBJが負傷して彼女が手術をしたことになっている。
源三（いかりや長介）
BJ邸を立てた老大工（原作では丑吾郎）。スリやギャンブルを繰り返す荒んだ生活を送っている。実は綾子の父で綾子の手術のために腎臓を提供するも、自身はその後の無理がたたって仕事が出来なくなったのが原因。綾子をカメラマンの恐喝から守るためヤクザ橋本組の金を盗むが、そのことを橋本組組長に知られてしまい、暴行を受ける。BJがカメラマンを罠にはめたことで綾子は守られたが、彼自身は腎臓癌で倒れ、オルゴールを綾子に渡してほしいとBJに頼む。その後、綾子の手術によって助かり、綾子の結婚式に姿を見せる。
町山タカシ（大高力也）
事故に遭った子供。
タカシの母（横山めぐみ）
カメラマン (山崎一)
源三のスリを盗み撮りした。その後に源三を喫茶店に呼び出し、盗み撮りした写真と娘の高野の写真を見せて雑誌への掲載をやめるのと引き換えに一千万を要求する。しかし、その受け渡しの場でBJに投げメスを突き立てられ、治療費として一千万を奪い返され「おめたち、グルだな」と絶叫する。
槍杉孝夫（板東英二）
交通事故を起こした槍杉建設の社長。弁護士を刑事に見せかけて被害者の町山タカシの証言をさせ、その声を盗聴し不起訴にしていたが、BJにもう一度人間ドックで検査を受けするように言われる。BJのいうとおりにした彼は医師から癌だと聞かされるが、実はBJの罠にはまっていた。
小山田隆介弁護士（山西惇）
伊吹祐一（深江卓次）
綾子の母（唐木ちえみ）
故人。過労が祟り、脳出血で亡くなった。
結婚式の司会者（鈴木史朗）
源三の麻雀仲間（高橋克典）
事故現場に駆けつける医師（田山涼成）
槍杉の人間ドック担当医（佐藤二朗）

#### カルテIII
悲劇の天才料理人（原作：「ふたりの黒い医者」「弁があった!」）
政治家の奇病を治したBJは政治家一家に超高級なフレンチレストランに招待される。以前に来店して食事をしたことがあるBJが「味が落ちた」とレストランの天才シェフ赤石に告げると、赤石は腹を立ててBJを店から追い出してしまう。実は赤石は脳腫瘍のため舌の感覚が落ちていた。赤石の娘や愛弟子の頼みもあり、BJは非常に難しい腫瘍除去手術に挑戦する。しかしBJにつきまとう安楽死医のドクター・キリコは失敗すると断言する。
ドクター・キリコ（森本レオ）
原作でもおなじみのBJのライバル。キリコが兵隊を安楽死させたのは原作ではどの戦場か明記されていないが、ドラマでは某戦争で負傷した米軍に設定された。なお安楽死の仕事になる前は原作では眼帯をしているが、ドラマではその当時は眼帯をしていない。終盤ではBJの実力を認めるも「私が上だ」と言い残し、ピノコとブラック・ジャックの名前を口ずさみ去っていった。
鳩中幸一郎（大林丈史）
胸が空気で膨らむ病気になった政治家。危篤状態でやむなく酸素を送られたことにより、原因である器官から漏れ出した酸素で身体全身が膨れあがってしまう。
先祖代々この奇病を患っており、鳩中の父親の遺言通りキリコに安楽死を施されそうになったが、BJに助けられる。
空気が臓器から漏れ出す原因は器官の穴がゴアテックスのように液体などの個体を通さず、わずかな気体のみを通すミクロ粒子レベルの穴であり、それに気づいたBJがドライアイスの冷気を器官に流して穴を発見。手術は無事成功した。
後日、その礼にBJを高級レストランに招待する。しかし当の目的は治療費代わりと称し、高級料理に値切ろうとするもBJが「再発防止の薬」と証した下剤を渡され、命には変えられないと治療費5億円を払った。
鳩中カネ子（片桐はいり）
幸一郎の妻。
赤石誠一郎（蟹江敬三）
高級レストラン「マフィーユ」の天才（オーナー）シェフ。BJに「味が落ちている」と指摘されるが、無視してBJを追い出す。
翌日フランス首相の会食の依頼を受けて意気込んで食材を手に取った矢先、突然倒れて病院に脳腫瘍と診断される。BJに手術を依頼するが「私でも成功するとは限らない」と注意される。そこへドクター・キリコが現れ「あんたの味覚は狂ったままになってしまう」と指摘するが、それでもBJは引き受け高級業者からのハイパーレーザーメスで手術をする。
オペの途中、落雷により病院全体が停電になったため、腫瘍が取り除けず一時は困難を極めたが手術は成功。
その後1週間病院食ですごした後、味覚の確認の為健とみゆきの弁当を食するも、はじめは甘みと辛味と塩味と酸味が感じるようになったが、苦味を感じなくなった。退院後に厨房でソースの製作中、加納から食材を奪われ、料理が作れなくなった状況にもめげず仕込みを開始するも、肝心のソースの味見をきっかけに全ての味覚を感じなくなってしまう。
「砂を噛んでいるようだ」と電話でBJに訴え、これを苦にマフィーユの屋上から飛び降り自殺をするが、弟子の健に受け止められ近くの茂みに落ちたので無傷だった。
自分の代わりに重傷を負った健の行為を無駄にしないため、自身の記憶力と料理の勘を用いてフランス首相の会食を進めようとするが、手術と入院の影響で肉料理の甘酢ソースの匂いが解らなくなってしまう。危機一髪のところで健が目を覚まして味付けを手伝い、店内では娘のみゆきが待つのに苛立っていたフランス首相一行を帰るのを止めさせ、聞き入れた首相は再び待ってもらい、ようやく料理は完成。
味を見て「美味しい、また来てみたい」と首相達は答えた。おかげで彼の店は繁盛。シェフの座を降りたが新生マフィーユのオーナーとして、健とみゆきと共に生活する。ちなみに彼と健の手術でBJが受け取った報酬は（BJ本人の希望により）マフィーユの料理三人前。
河合健（池内博之）
赤石の弟子で、彼の味覚障害を指摘して店を解雇された(一番の理由は味覚障害で作った赤石のソースを心配して自分で作ったソースに入れ替えたことが逆鱗に触れたから)。赤石の自殺を止めた事が原因で骨折した肋骨で内臓を圧迫する大怪我を負うが、彼の持ってきた食材で赤石を勇気付け、術式終了後目が覚めた後は赤石が困ったときの舌の代わりになった。その後、新生マフィーユのシェフとして赤石とみゆきと共に生活する。
赤石みゆき（須藤理彩）
赤石の娘。破門後に河合が新しく開いた店で働いている。母親を癌で亡くしている。フランス語を歌の本で覚え、フランス首相一行が帰るのを止める。エンディングでは子供を儲ける。
加納
赤石の側近の弟子だったが、赤石が脳腫瘍で倒れて味覚が無くなったのをいいことに、他の弟子たちをそそのかしてマフィーユが注文した食材を横取りした。だが赤石のレストランは健の持ってきた食材で難を逃れ、しまいには弟子の一人が健の一流の味覚を(皮肉で)認めた発言をしたことからBJに窮地を解決するヒントを与えてしまった。
一方、彼が立ち上げた方のレストランはマフィーユが高く評価されすぎてしまい客が来なくなり、得意先の銀行も費用を工面されず経営破綻してしまう。さらに食材の費用を借金したヤクザ達にもみくちゃにされながら連れて行かれる。
岸田生輝
画家。赤石と同じ脳腫瘍で、BJの手術を受けたが後遺症で両手を動かせなくなってしまう。それでも彼はBJのために口で描いた絵をメッセージとして描くが、後に駅のプラットホームに落ちて死んでしまう。妻は生輝死亡後の3日後に病死し、BJは彼の息子とキリコの言葉に苦悩する。終盤、自殺といわれていたが、実際には事故死だったに違いないと赤石が語った。
おじいさんとおばあさん
常に二人で仲良く手を台の上に合わせて乗せていて、河合の店の無料クリームソーダを飲みに来る客。ピノコのアッチョンブリケを真似した。
高級医療品業者
かなり金回りのいい服装をし、法外な額でハイパーレーザーメスを売った方言なまりの男。BJは「これは医者のプライドの問題だ」と言い購入したが･･･。
叶姉妹
本人役で特別出演。（恐らくVIPに招待される形で）マフィーユの客として登場。きらびやかに光る彼女らを見てBJとピノコたちの瞳からも星がこぼれるというコミカルな演出がなされた。さらにピノコはリンゴを使って叶姉妹のように胸を大きくするように見せたがBJに一喝され、リンゴを胸から落とした。

### 原作との違い
- BJが交通事故の切断手術直後に負傷する。
- 女医が行うのは分離手術ではなく縫合手術。
- 源三はヤクザに暴行を受けるだけで済む。
- BJ立ち合いで女医が執刀する患者が、実父である源三。
- 槍杉建設の社長が、BJに制裁を受ける。
- 胸が膨らむ病気の患者は、ドクターキリコに安楽死されずに助かる。

### 備考
- BJが手術をする際、上半身は裸のまま手術服を着ていた。
- 源三に頼まれてBJが源三の娘である高野に渡したオルゴールの彫刻の絵、道路にあるお酒の看板の絵、源三のお酒のビンの絵は同じ。
- 魚をメスでさばいているBJの役は、実際には別人が演じている。
- カルテIIは本木雅弘といかりや長介の競演が、最初で最後の作品である。
- カルテIIの槍杉社長を診断した医師と、カルテIIIのシェフを診断した医師は、同じ役者（佐藤二朗）が演じている。ちなみにこの医師は病状を伝えるのはなぜか間髪を開けながら喋るのが癖。
- BJと健が車を止めるシーンは道路交通法が改正される前。
- BJの銀行口座は富士銀行。
- ロケに使った病院は複数。

## 単発ドラマ（2011年・岡田将生版）
『ヤング ブラック・ジャック』という題名で2011年4月23日に日本テレビ系列で放送された。視聴率13.3%。
ブラック・ジャックがその名を名乗る前のエピソード。オリジナルストーリーで構成され、BJの生い立ちも本名といった設定も原作と異なるが、BJとピノコのイラスト、ヒョウタンツギの像やドクター・キリコの名が登場するなど、原作を思わせる要素を含んでいる。なお、同年には同じタイトルの漫画が発表され後にアニメ化もされているが「BJの過去を描いた」という基本設定以外に本作との関連は無い。

### スタッフ
- 監督：大谷健太郎
- 脚本：酒井直行、福間正浩、英生みちこ
- 音楽：池頼広
- VFXスーパーバイザー：中村明博(N-DESIGN)
- 特殊メイク：飯田文江(M.E.U)
- 技術協力：ビデオスタッフ
- 美術協力：アートインプレッション、NVC、高浜塗装、東宝映像美術
- 装飾：サンズデコール(京映アーツ)
- スタジオ：東宝スタジオ、角川大映撮影所
- アソシエイトプロデューサー：藤田大輔
- ラインプロデューサー：平野宏治
- チーフ・プロデューサー：前田伸一郎
- プロデューサー：西憲彦、松橋真三
- 制作著作：IMJ-E
- 企画制作：日本テレビ

### キャスト
間時生 / ブラック・ジャック：岡田将生（幼少期：大江駿輔）
24歳。名前の読みは「ときお」。幼い頃に事故で植物状態になり眠り続ける母・美都子の意識を回復させようと医者を志す大学生。不法滞在者やヤクザなど、訳ありの患者相手に無免許医療を施している。原作とはファーストネームが異なるが、医療器具受領のサインとして「間黒男」の偽名を用いる。
八坂優奈：仲里依紗
東慶大学病院理事長・陽三の娘。彼女もまた医者志望。ある出来事から時生と出会い、興味を深めていく。
辰巳勝也：賀来賢人
辰巳製薬会社の御曹司。時生は彼から医薬品を私的に調達している。
桐生直樹：小澤征悦
東慶大学病院に勤める医師。優奈とは恋人関係にあり、陽三からも将来性を期待されている。終盤では、本作以降、ドクターキリコになったことが以下のように示唆されている。「桐生直樹」の名前から「優奈」を抜き、並べ替えると「キリコ」(KIRyu naOKI － yuna ＝ KIROKI　→　KIRIKO)。
八坂渚：波瑠
八坂家の次女。絵本作家を目指しており、優奈は彼女の自由奔放な生き方を羨ましく思っている。化膿レンサ球菌により臓器が壊死していくという難病を発症する。
八坂陽三：中原丈雄
八坂家当主にして東慶大学病院理事長。本間とも付き合いがある。
八坂真理子：紺野美沙子
陽三の妻。
間美都子：戸田菜穂
時生の母。15年前夫に捨てられたショックで声が出なくなり、それからほどなく爆破事件に巻き込まれ昏睡状態に陥る。現在は生命維持装置を付けた状態で人工冬眠に入っており、その姿は事故当時と全く変わらない美しさを保っている。
本間丈太郎：市村正親
事故に遭い半死半生だった時生を奇跡的な医術で命を繋ぎ止めた医師。現在でも時生を見守り続ける師的存在。
ニュース速報のアナウンサー：丸岡いずみ
タカシ：石山イザリオン
時生の学校の友だちで、黒人のハーフ。重傷の時生に移植用の皮膚を提供する。
BJの患者：HIRO(安田大サーカス)
BJの依頼客：本田博太郎
その他：いせゆみこ、日向丈、松林慎司、杉内貴、向野章太郎、池田香織、坂田直貴、松島理絵、椎名るか、加藤敦、塩村伴美、林遼威　ほか

### 原作との違い
- BJの本名と経歴。原作では不発弾の爆発事故で重傷を負っているが、本作では市街地での爆破事件。このときは怪我のみの被害であり、頭髪が白く変色したのは本作劇中となっている。
- ドクター・キリコが生まれた背景。

## 単発ドラマ（2024年・高橋一生版）
2024年6月30日（日曜）の21時00分 - 22時54分にテレビ朝日ドラマプレミアム『ブラック・ジャック』として放送された。主演は高橋一生。平均視聴率は10.3％(ビデオリサーチ調べ　関東地区)を記録した。個人視聴率は5.9％。
東映京都撮影所での制作。原作第1話「医者はどこだ！」を中心に、第33話「獅子面病」ほか複数の原作話を含めて再構成したストーリーになっている。

### スタッフ
出典：
- 監督：城定秀夫
- 脚本：森下佳子
- ナレーション：大塚明夫[18]
- 音楽：大間々昂（テーマ曲編曲：金崎萌[19]）
- 主題歌：竹原ピストル「一夜」（SPEEDSTAR RECORDS / VICTOR ENTERTAINMENT）
- ビジュアルコンセプト・人物デザイン監修・衣裳デザイン：柘植伊佐夫
- 撮影：高木風太
- 照明：藤井勇
- 監督補：濱龍也
- 助監督：市岡歩、池田真也、南涼華
- 擬斗：中村健人（JAE）
- 造形・特殊メイク：松岡象一郎
- ウィッグ制作：SAKIE
- 医療監修・指導：京都府立医科大学附属病院
- 医療リサーチ協力：圀松淳和、中澤暁雄
- VFX：長部恭平（日本映像クリエイティブ）
- 編成：井上千尋、吉添智威（テレビ朝日）
- 宣伝：村上理絵、森千明（テレビ朝日）
- プロデューサー補：阿波根礼奈（東映）
- ゼネラルプロデューサー：横地郁英（テレビ朝日）
- プロデューサー：飯田サヤカ（テレビ朝日）、 齋藤利枝（テレビ朝日）、島田薫（東映）、 土井健生（東映）
- 企画協力：手塚プロダクション
- 制作：テレビ朝日、東映

### キャスト
- ブラック・ジャック：高橋一生
- ドクター・キリコ：石橋静河[20]
- ピノコ - 永尾柚乃[21]
- 長谷川啓介（研修医）：井之脇海[15][18]
- 六実えみ子（獅子面病患者）：松本まりか[22][18]
- 琵琶丸（ミュージシャン） - 竹原ピストル[23]
- 古川駿斗（古川正文の息子）：味方良介[20]
- ギャラリー「アセチレンランプ」店主：山内圭哉[20]
- 山本刑事：千葉哲也[20]
- 秘書：玉置孝匡[20]
- 古川正文（法務大臣）：奥田瑛二[20]
- 後藤一馬（長谷川の友人）：早乙女太一[15]
- 六実明夫（えみ子の夫）：宇野祥平[15]
- 伊丹治郎（弁護士）：山中崇[15]
- 松方（ブラック・ジャックの患者）：橋爪功[15]
- 医者：小久保丈二[24]
- 翔太の母親：當島未来[25]
- ドライバー：山本道俊[25]
- マンションの隣人：星野美恵子[25]
- 医療スタッフAB：大八木凱斗[26]、細田龍之介[注 3][26]
- 清掃員：ダニエル・コリンズ[26]
- 翔太（鉄骨の下敷きになった子供）：林利來[26]
- ニュースアナ：大塚明夫[注 4]

### 原作との違い
- B.J宅が山の近くとなっている。
- 「医者はどこだ」の舞台が西ヨーロッパから中南米のバルボラ共和国に変更。
- 古川駿斗（アクド）が起こした自損事故の原因が違法薬物の摂取による幻覚。駿斗の亡骸は一馬の遺体として荼毘に付される。その際に馬の彫刻が入ったカプセルを骨壷に入れられる（原作ではバラバラ死体にされる）。
- 古川正文（ニクラ）が日本国の法務大臣（原作では実業家）。
- 後藤一馬（デビィ）が逮捕された理由が、彼を襲っていた不良グループの構成員を過剰防衛で死なせたことが原因。一馬が生存していた事が判明するきっかけが、左手で酒の入ったグラスを振る癖（原作では左手で洋裁のハサミを持つ）。また駿斗の顔に整形された一馬は、その後も古川正文の下で生活している（原作では実母とともに逃亡する）。
- 鉄骨の下敷きとなった少年のタイムリミットが、四肢切断手術による救出と切断した四肢の結合となっている。
- 琵琶丸がミュージシャンに変更。
- 獅子面に侵された六実えみ子は、普通に動き会話している。
- 六実夫妻は、走行中に襲った崩落事故により生死不明となる。
- ドクターキリコの性別が女性に変更

### 受賞
- 東京ドラマアウォード2024 単発ドラマ部門 優秀賞[28]